# Gopi

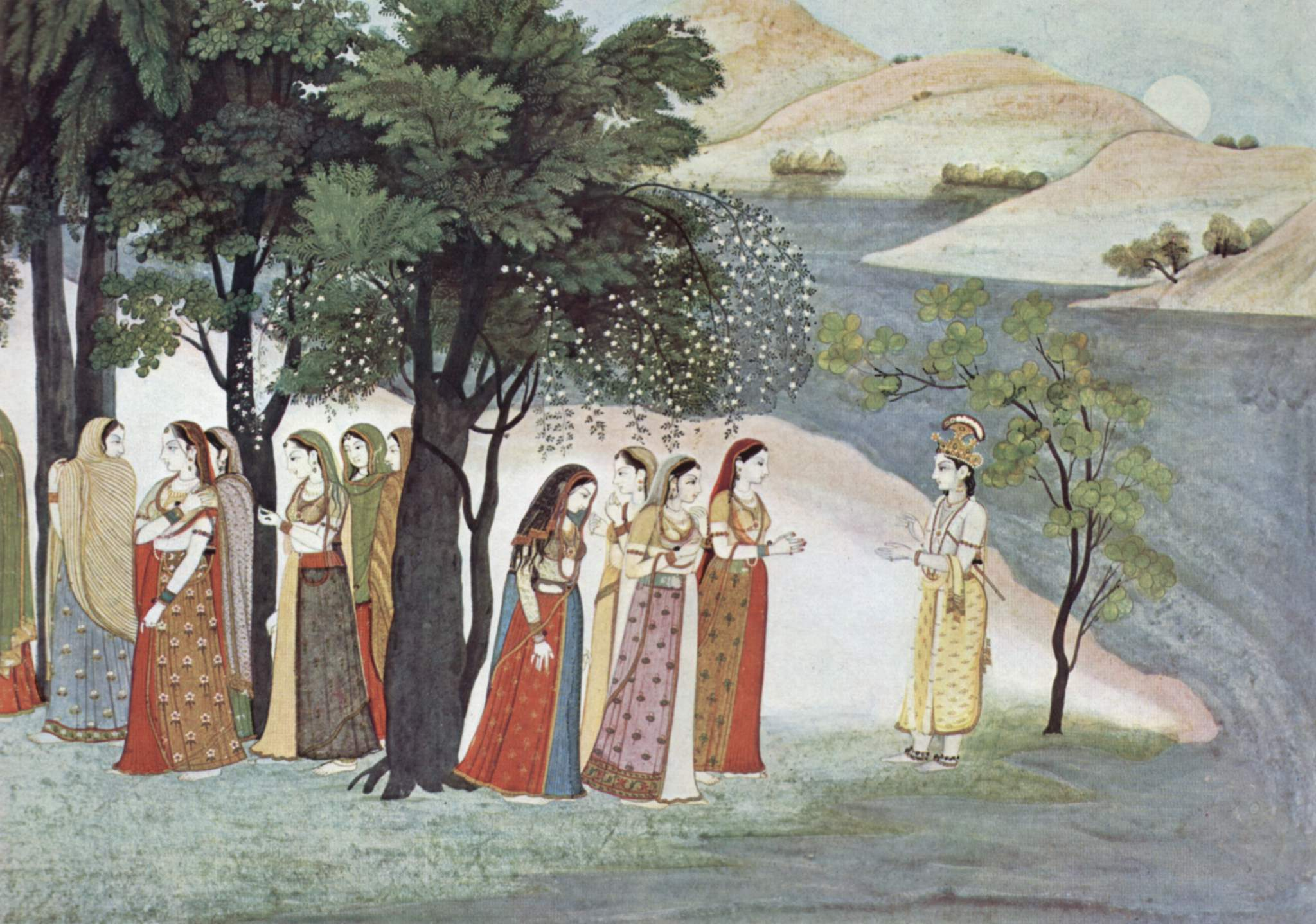
Kryszna w towarzystwie gopi

Gopi – w hinduizmie określenie młodej kobiety, pasterki krów bez reszty oddanej Krysznie. 
W wisznuickich pismach i przekazach gopi potajemnie wymykały się nocami ze swoich domów, by móc spotkać się z Kryszną i tańczyć z nim na brzegu Jamuny. Związek gopi z Kryszną określany jest terminem rasa lila, oznaczającym miłosne zabawy. Wśród głównych stu ośmiu gopi najważniejszą jest Radharani.